# 1921년 코파 델 레이 결승전
1921 코파 델 레이 결승전(스페인어: La Final de la Copa del Rey de 1921)은 스페인 컵대회인 코파 델 레이의 19번째 결승전이었다. 이 경기는 1921년 5월 8일, 빌바오의 산 마메스에서 열렸다. 아틀레틱 빌바오는 아틀레틱 마드리드를 4–1로 대파하고 통산 8번째 우승을 자축했다.
이 경기는 같은 뿌리에서 나온 두 구단인 '두 체육단'으로 수식되는 구단들 간의 첫 맞대결이었고, 빌바오의 본사가 마드리드의 지사가 진검승부를 벌인 첫 사례였다. 이후 두 구단은 갈등을 겪다가, 이 경기를 기점으로 두 구단은 관계가 완전히 틀어졌는데, 이는 훌리안 루에테 아틀레틱 마드리드 회장이 아틀레틱 빌바오의 요청을 수락해 결승전을 본래 열릴 세비야로 다시 옮기자고 합의했지만,(세비야가 실격되어 바스크인이 수혜를 본 것에 대한 악감정으로 인해) 아틀레틱 마드리드 지지자들은 빌바오 모구단에 대한 존중이 더 이상 필요없다고 생각하기 시작했다.
이 경기는 아틀레틱 마드리드의 사상 첫 결승 진출이기도 한데, 예상 외로 레알 우니온과의 준결승전에서 확실한 승리를 거두고 올라갔다. 이 경기는 아틀레틱 빌바오의 유명한 공격수 피치치가 출전한 마지막 경기로도 유명한데, 그는 얼마 후 축구화를 벗었고, 이듬해에 병으로 요절했다.

## 경기 상세 정보
| 아틀레틱 빌바오                     | 4–1 | 아틀레틱 마드리드 |
| ----------------------------------- | --- | ----------------- |
| 라카 29′, 73′ · 아세도 41′ (페널티) |     | 38′ 트리아나      |

| 아틀레틱 · 빌바오 | 아틀레틱 · 마드리드 |

| 아틀레틱 빌바오: |    |                        |
|                  |    |                        |
| GK               | 1  | 리베로                 |
| DF               | 2  | 베기리스타인           |
| DF               | 3  | 루이스 우르타도        |
| MF               | 4  | 프란시스코 벨라우스테  |
| MF               | 5  | 호세 마리아 벨라우스테 |
| MF               | 6  | 사비노 빌바오          |
| FW               | 7  | 비야바소               |
| FW               | 8  | 피치치                 |
| FW               | 9  | 안톤 아옌데            |
| FW               | 10 | 호세 마리아 라카       |
| FW               | 11 | 도밍고 고메스-아세도   |
| 감독:            |    |                        |
| 빌리 반스        |    |                        |

| 아틀레틱 마드리드: |    |                       |
|                    |    |                       |
| GK                 | 1  | 프란시스코 두란       |
| DF                 | 2  | 라몬 올라키아가       |
| DF                 | 3  | 폴롤로                |
| MF                 | 4  | 프란시스코 마르티네스 |
| MF                 | 5  | 데시데리오 파하르도   |
| MF                 | 6  | 헤수스 올라레아가     |
| FW                 | 7  | 라몬 아만             |
| FW                 | 8  | 안드레스 투두리       |
| FW                 | 9  | 몬친 트리아나         |
| FW                 | 10 | 앙헬 델 리오          |
| FW                 | 11 | 루이스 올라소         |
| 감독:              |    |                       |
| 빈스 헤이스        |    |                       |

| 코파 델 레이 1921 우승     |
| -------------------------- |
| 아틀레틱 빌바오 8번째 우승 |

## 같이 보기
두 구단은 다음 결승전에서 재회하였다.
- 1956 코파 델 헤네랄리시모 결승전
- 1985 코파 델 레이 결승전
- 2012 UEFA 유로파리그 결승전